# Asnans-Beauvoisin
Asnans-Beauvoisin är en kommun i departementet Jura i regionen Bourgogne-Franche-Comté i östra Frankrike. Kommunen ligger i kantonen Chaussin som tillhör arrondissementet Dole. År 2022 hade Asnans-Beauvoisin 724 invånare.

## Befolkningsutveckling
Antalet invånare i kommunen Asnans-Beauvoisin
Referens:INSEE